# Secrétariat d'État aux Administrations publiques
Le secrétariat d'État aux Administrations publiques d'Espagne (en espagnol : Secretaría de Estado de Administraciones públicas) est le secrétariat d'État chargé de la politique en matière d'administrations publiques entre 1977 et 2016.
Il relève du ministère des Finances et des Administrations publiques.

## Missions

### Organisation
Le secrétariat d'État s'organise de la manière suivante : 
- Secrétariat d'État aux Administrations publiques (Secretaría de Estado de Administraciones públicas) ;
  - Secrétariat général de la Coordination régionale et locale ;
    - Direction générale de la Coordination des compétences avec les communautés autonomes et les entités locales ;

  - Direction générale de la Fonction publique ;
  - Direction générale de la Modernisation administrative, des Procédures, et d'Appui à l'administration électronique ;
  - Direction générale de la Coordination de l'administration déconcentrée de l'État.

## Titulaires
| Titulaire                                                                          | Titulaire                   | Début      | Fin        | Parti | Ministre                                     |
| ---------------------------------------------------------------------------------- | --------------------------- | ---------- | ---------- | ----- | -------------------------------------------- |
|                                                                                    | José Luis Graullera         | 12/07/1977 | 05/06/1978 | Sans  | José Manuel Otero Novas                      |
|                                                                                    | Manuel Fraile               | 05/06/1978 | 30/04/1979 | Sans  | José Manuel Otero Novas                      |
|                                                                                    | Serafín Ríos Mingarro       | 30/04/1979 | 22/09/1979 | Sans  | José Pedro Pérez-Llorca                      |
|                                                                                    | Sebastián Martín-Retortillo | 22/09/1979 | 06/05/1980 | UCD   | José Pedro Pérez-Llorca Rafael Arias-Salgado |
|                                                                                    | Francisco Ramos             | 08/12/1982 | 02/08/1986 | PSOE  | Javier Moscoso                               |
|                                                                                    | Teófilo Serrano             | 02/08/1986 | 02/02/1991 | PSOE  | Joaquín Almunia                              |
|                                                                                    | Justo Zambrana              | 23/03/1991 | 02/07/1994 | PSOE  | Juan Manuel Eguiagaray Jerónimo Saavedra     |
|                                                                                    | Constantino Méndez          | 02/07/1994 | 08/07/1995 | PSOE  | Jerónimo Saavedra                            |
|                                                                                    | Eugenio Burriel             | 08/07/1995 | 11/05/1996 | PSOE  | Joan Lerma                                   |
|                                                                                    | Francisco Villar            | 11/05/1996 | 23/01/1999 | PP    | Mariano Rajoy                                |
|                                                                                    | Ignacio González            | 23/01/1999 | 20/07/2002 | PP    | Ángel Acebes Jesús Posada                    |
|                                                                                    | Julio Gómez-Pomar           | 20/07/2002 | 20/04/2004 | PP    | Javier Arenas Julia García-Valdecasas        |
|                                                                                    | Mercedes del Palacio        | 15/04/2008 | 28/04/2009 | PSOE  | Elena Salgado                                |
|                                                                                    | Antonio Beteta              | 24/12/2011 | 12/11/2016 | PP    | Cristóbal Montoro                            |
| Titres successifs : - Secrétariat d'État aux Administrations publiques (2011-2016) |                             |            |            |       |                                              |